# Katarína Berešová
Katarína Berešová (ur. 10 października 1987 w Trebišovie) – słowacka lekkoatletka, specjalizująca się w biegach długodystansowych.

## Osiągnięcia
- reprezentantka kraju w mistrzostwach Europy w biegach górskich, mistrzostwach Europy w przełajach, mistrzostwach świata w półmaratonie, młodzieżowych mistrzostwach Europy, uniwersjadzie, drużynowych mistrzostwach Europy, oraz pucharze Europy
- wielokrotna mistrzyni kraju na różnych dystansach

W 2012 i 2016 reprezentowała Słowację podczas igrzysk olimpijskich: w Londynie, zajęła 99. miejsce w maratonie z czasem 2:48:11, natomiast w Rio de Janeiro uplasowała się na 107. pozycji.
Złota medalistka (w drużynie) igrzysk europejskich (2015).

## Rekordy życiowe
- bieg na 3000 metrów – 9:48,52 (2010)
- bieg na 3000 metrów (hala) – 9:58,88 (2007)
- bieg na 5000 metrów – 16:07,73 (2014)
- bieg na 10 000 metrów – 33:11,66 (2014)
- bieg na 5 kilometrów – 16:22 (2014)
- bieg na 10 kilometrów – 33:51 (2013)
- bieg godzinny – 16 154 m (2008) rekord Słowacji
- półmaraton – 1:13:33 (2013)
- bieg maratoński – 2:36:20 (2015)